# Maria König
Maria Amalia König (född Weddekoppen; även gift Berendt respektive von Spången), född 1693, död den 14 januari 1757, var en svensk handelsagent. Maria König hade en inflytelserik position inom svenskt näringsliv under frihetstiden och var verksam som handelsagent, då hon anlitades av enskilda köpmän för olika affärsuppdrag. 
Maria Wedderkoppen var dotter till Gabriel Wedderkopp, pastor primarius i Kiel, och dennes hustru Ursula Burchardi. Hon kom att gifta sig tre gånger. Första giftet var 1716 med apotekaren vid Vita Björnen i Stockholm, Jakob Berendt (död 1723), andra gången 1725 med överstelöjtnant Carl Magnus von Spången (1689–1729). Hennes tredje och längsta äktenskap, ingånget 1733, blev med lagmannen Christian König (1678–1762), en son till den 1714 adlade tysk-svenske handelsmannen Henrik König samt äldre bror till direktören för Svenska Ostindiska Companiet med samma namn. 
Som gift kvinna var König formellt omyndig och osynlig i dokumenten, men liksom andra gifta kvinnor kunde hon de facto ägna sig åt affärer, och deltog både i familjens affärsföretag såväl som i egna affärer, något som var väl känt i dåtida svensk affärsvärld, där hon uppenbarligen var en respekterad affärskvinna. 1737 anlitades hon av Colin Campbell i Göteborg. Efter att tre av köpmannen Peter Westmans växlar acceptvägrats i Sydeuropeiska firmor anlitade Campbell König och sände henne alla tre växlarna, som han bad henne få inlösta utan att skada Westmans kredit. Hon fick uppdraget därför att hon vid denna tid hade rykte om sig att vara en effektiv ekonomisk affärsagent och hade gott renommé sedan hon framgångsrikt hade löst flera liknande uppgifter. Under ett tidigare uppdrag hade hon anlitats av brittiska firmor, på rekommendation av Samuel Worster, för att gå i god för att Westman fullgjorde sina skyldigheter i att skicka fullgott järn till sina engelska kreditorer. König ska vid flera tillfällen ha anlitats för liknande uppdrag och ha haft ett gott rykte både i Sverige och utomlands.